# Al-Buruj
Al-Buruj (Le Costellazioni) è l'ottantacinquesima Sura del Corano, una sura meccana composta da 22 versetti. Questa sura tratta principalmente degli eventi storici legati alla persecuzione dei credenti nei primi tempi dell'Islam - in particolare il massacro perpetuato dal re Dhu Nuwas - e sottolinea l'importanza della fede e della perseveranza.

## Contenuto

### La Persecuzione dei Credenti
Versetti 1-4: La sura si apre con una descrizione delle costellazioni celesti come testimoni delle persecuzioni subite dai credenti nei primi tempi dell'Islam.

### La Punizione Divina
Versetti 5-9: Viene descritta la punizione riservata a coloro che perseguitano i credenti e rifiutano la verità divina.

### L'Invito alla Fede e alla Perseveranza
Versetti 10-22: La sura conclude con un invito alla fede e alla perseveranza, ricordando agli ascoltatori l'esempio dei credenti del passato che hanno sopportato le persecuzioni con pazienza e fiducia in Allah.

## Analisi
Secondo fonti coeve, Dhu Nuwas dopo essersi impadronito del trono himyarita verso il 518 o il 523, attaccò la guarnigione del regno aksumita (prevalentemente cristiano monofisita) a Zafar, conquistando la cittadina e bruciando le sue chiese. Si mosse quindi alla volta di Najrān, una roccaforte cristiana e aksumita. Dopo aver ottenuto la capitolazione della città, egli massacrò i suoi abitanti che non avevano abiurato la loro fede. Le stime del massacro parlano di 20.000 vittime circa, anche se la valutazione appare esagerata.
La Sura Al-Buruj è importante perché offre un resoconto degli eventi storici legati alla persecuzione dei credenti nei primi tempi dell'Islam, sottolineando l'importanza della fede e della perseveranza di fronte alle avversità. Essa invita gli ascoltatori a riflettere sull'esempio dei credenti del passato che hanno sopportato le persecuzioni con pazienza e fiducia in Allah, incoraggiandoli a seguire il loro esempio. La sura è quindi significativa per la sua testimonianza della forza della fede e della perseveranza, nonché della giustizia divina nei confronti di coloro che perseguitano i credenti.